# Коул (Оклахома)
Ко́ул (англ. Cole) — місто (англ. town) в США, в окрузі Макклейн штату Оклахома. Населення — 624 особи (2020).

## Географія
Коул розташований за координатами 35°5′55″ пн. ш. 97°33′46″ зх. д. / 35.09861° пн. ш. 97.56278° зх. д. (35.098548, -97.562738).  За даними Бюро перепису населення США в 2010 році місто мало площу 39,00 км², з яких 38,76 км² — суходіл та 0,23 км² — водойми.

## Демографія
Згідно з переписом 2010 року, у місті мешкало 555 осіб у 211 домогосподарстві у складі 165 родин. Густота населення становила 14 особи/км².  Було 231 помешкання (6/км²).
Расовий склад населення:
| - 90,1 % — білих - 5,4 % — корінних американців - 0,4 % — чорних або афроамериканців - 0,4 % — азіатів |

До двох чи більше рас належало 3,8 %. Частка іспаномовних становила 0,7 % від усіх жителів.
За віковим діапазоном населення розподілялося таким чином: 24,5 % — особи молодші 18 років, 64,0 % — особи у віці 18—64 років, 11,5 % — особи у віці 65 років та старші. Медіана віку мешканця становила 38,7 року. На 100 осіб жіночої статі у місті припадало 98,2 чоловіків;  на 100 жінок у віці від 18 років та старших — 99,5 чоловіків також старших 18 років.
Середній дохід на одне домашнє господарство  становив 71 029 доларів США (медіана — 53 500), а середній дохід на одну сім'ю — 76 499 доларів (медіана — 66 250). Медіана доходів становила 45 250 доларів для чоловіків та 34 375 доларів для жінок. За межею бідності перебувало 4,0 % осіб, у тому числі 3,6 % дітей у віці до 18 років та 5,7 % осіб у віці 65 років та старших.
Цивільне працевлаштоване населення становило 300 осіб. Основні галузі зайнятості: роздрібна торгівля — 19,3 %, освіта, охорона здоров'я та соціальна допомога — 16,7 %, будівництво — 13,7 %.